# Zatoka Kronocka
Zatoka Kronocka (ros. Кроноцкий залив, Kronockij zaliw) – zatoka Oceanu Spokojnego, położona u wschodnich wybrzeży półwyspu Kamczatka. Ma 68,5 km długości i 231 km szerokości (u wejścia), a jej głębokość dochodzi do 1500 m. Brzegi zatoki są niskie, miejscami urwiste. Do zatoki uchodzą niewielkie rzeki, z których największa jest Żupanowa. Występują przypływy typu mieszanego, ich wysokość wynosi około 2 m. Zatoka zamarza zimą. Na jej brzegach znajduje się Kronocki Rezerwat Biosfery.